# Pfoten vom Tisch!: Meine Katzen, andere Katzen und ich
Pfoten vom Tisch!: Meine Katzen, andere Katzen und ich ist das dritte Buch des deutschen Entertainers und Komikers Hape Kerkeling und erschien am 30. Juni 2021. In dem Buch porträtiert Kerkeling seine Liebe zu Katzen und berichtet von dem gemeinsamen Leben mit seinen Haustieren.

## Inhalt und Rezeption
Das Buch umfasst insgesamt 304 Seiten, auf denen Hape Kerkeling von seiner Faszination und persönlichen Erfahrungen mit Katzen – sowohl in der Gegenwart, als auch in seiner frühen Kindheit in seinem Heimatort Recklinghausen erzählt. Dort bekam er nach dem Suizid seiner Mutter von seinen Großeltern den Kater Peterle geschenkt. Auch beinhaltet das Buch teilweise humoristische sowie ernst gemeinte ratgeberische Aspekte für Katzen-Besitzer.
Am 2. Juli 2021 stellte Hape Kerkeling in seiner ersten Show nach sieben Jahren der Abwesenheit im Tanzbrunnen in Köln das Buch vor.
Zu Pfoten vom Tisch! erschien im Rahmen der Buchveröffentlichung ebenso eine gleichnamige ungekürzte Hörbuch-Fassung, welche auch von Kerkeling eingelesen wurde.
Das Buch verkaufte sich bisher mit 250.000 Exemplaren.

## Buchausgabe
- Pfoten vom Tisch!: Meine Katzen, andere Katzen und ich Piper Verlag, München 2021, ISBN 978-3-492-08000-2